# 皮里亞京
皮里亚京（羅馬化：Piriatyn），又译皮里亚廷，是烏克蘭中部波尔塔瓦州盧布尼區皮里亚京市镇的城市及行政中心。始建於1154年，面積18平方公里，海拔高度117米，2022年人口14,988，人口密度每平方公里223.4人。